# (200067) 4133 P-L
(200067) 4133 P-L es un asteroide perteneciente al cinturón de asteroides, descubierto el 24 de septiembre de 1960 por Cornelis Johannes van Houten en conjunto a su esposa también astrónoma Ingrid van Houten-Groeneveld y el astrónomo Tom Gehrels desde el Observatorio del Monte Palomar, Estados Unidos.

## Designación y nombre
Designado provisionalmente como 4133 P-L.

## Características orbitales
4133 P-L está situado a una distancia media del Sol de 2,377 ua, pudiendo alejarse hasta 2,690 ua y acercarse hasta 2,065 ua. Su excentricidad es 0,131 y la inclinación orbital 6,572 grados. Emplea 1339,25 días en completar una órbita alrededor del Sol.

## Características físicas
La magnitud absoluta de 4133 P-L es 16,5.